# SN 1954I
SN 1954I – supernowa odkryta 4 stycznia 1954 roku w galaktyce A111436-2054. W momencie odkrycia miała maksymalną jasność 17,30m.